# ラヴ・ストーリーズ
『ラヴ・ストーリーズ』（英: The Colour of My Love=私の愛の色）は、セリーヌ・ディオンの通算18枚目、英語盤では3枚目のアルバム。1993年11月9日発売。

## アルバム概要
ワールドメジャーデビューアルバム『ユニゾン』や前作『セリーヌ・ディオン』で参加したデイヴィッド・フォスター、ウォルター・アファナシエフ、ダイアン・ウォーレンなどがこのアルバムにも制作に参加している。このアルバムではセリーヌ・ディオンの内面化を表現している。
またこのアルバムによりディオンの名声が世界中に行き届いた。そのため「めぐり逢えたら・愛のテーマ」 (ドリス・デイのカバー曲で、映画『めぐり逢えたら』主題歌)、「パワー・オブ・ラヴ」(1985年のジェニファー・ラッシュが歌ったヒット曲のリメイク)、「ミスレッド」、「シンク・トワイス」、「オンリー・ワン・ロード」、「ネクスト・プレイン・アウト」などこのアルバムからシングルカットされた曲は非常に多い。
アメリカ版以外では「ジャスト・ウォーク・アウェイ」（スペインでプロモーションシングルとしてリリース）がボーナストラックとして追加され、1995年10月21日に日本で再リリースされた『ラヴ・ストーリーズ・スペシャル・エディション』にはボーナストラックとして「トゥ・ラヴ・ユー・モア」が収録された。（トゥ・ラヴ・ユー・モアは日本でナンバーワンスマッシュヒット曲となった）
このアルバムとほぼ同時期、彼女のマネージャー ルネ・アンジェリルとの関係や結婚が取り沙汰され、アンジェリルは結婚発表のときこのアルバム名前『The Colour of My Love』（私の愛の色） をもじり「『the colour of her love』（彼女の愛の色）だ」と呼んだ。
セリーヌ・ディオンは「めぐり逢えたら・愛のテーマ」と「パワー・オブ・ラヴ」で2つのグラミー賞を受賞した。それ以外にもセリーヌ・ディオンはこのアルバムの時期、「シンクトワイス」にアイヴァー・ノヴェロ賞、「トゥ・ラヴ・ユー・モア」に日本ゴールドディスク大賞、「ラヴ・ストーリーズ」にアイルランドレコード音楽協会賞、ワールド・ミュージック・アワードのWorld’s Best Selling Canadian Female Recording Artist of the Yearなど多くの賞を受賞した。またジュノー賞、フェリックス賞を受賞し、アメリカン・ミュージック・アワードにもノミネートされた。
ディオンはこのアルバムをサポートアルバムにライブツアー「The Colour of My Love Concert」を行った 。

## 収録曲
| #   | タイトル                                                         | 作詞・作曲                                                                                             | プロデューサー                             | 時間 |
| --- | ---------------------------------------------------------------- | --- | ------------------------------------------ | ---- |
| 1.  | 「パワー・オブ・ラヴ」                                           | キャンディー・デルージュ、グンター・メンデ、メアリー・スーザン・アップルゲート、ジェニファー・ラッシュ | デイヴィッド・フォスター                   | 5:43 |
| 2.  | 「ミスレッド」                                                   | ジミー・ブラロウワー、ピーター・ジッゾ                                                                 | リック・ウェイク                           | 3:30 |
| 3.  | 「シンク・トワイス」                                             | アンドリュー・ヒル、ピート・シンフィールド                                                             | ヒル、シンフィールド                       | 4:47 |
| 4.  | 「オンリー・ワン・ロード」                                       | ジッゾ                                                                                                 | ウェイク                                   | 4:49 |
| 5.  | 「ベイビー・ダウン」                                             | アーニー・ロマン、ラス・デサルボ                                                                       | ウェイク                                   | 4:01 |
| 6.  | 「ネクスト・プレイン・アウト」                                   | ダイアン・ウォーレン                                                                                   | ガイ・ロッシェ                             | 4:59 |
| 7.  | 「リアル・エモーション」                                         | ウォーレン                                                                                             | ウェイク                                   | 4:26 |
| 8.  | 「めぐり逢えたら・愛のテーマ」(ウィズ・クライヴ・グリィッフィン) | エドワード・ハイマン、ヴィクター・ヤング                                                               | フォスター                                 | 4:20 |
| 9.  | 「ラヴ・ダズント・アスク・ホワイ」                               | フィル・ギャルドストン、バリー・マン、シンシア・ワイル                                                 | ウォルター・アファナシエフ                 | 4:08 |
| 10. | 「レフューズ・トゥ・ダンス」                                     | チャーリー・ドア、ダニー・ショーガー                                                                   | クリストファー・ニール                     | 4:21 |
| 11. | 「アイ・リメンバー・L.A.」                                       | トニー・コルトン、リチャード・ウォルド                                                                 | ニール                                     | 4:12 |
| 12. | 「ラヴィング・ユー」                                             | ウォーレン                                                                                             | ロッシェ                                   | 4:23 |
| 13. | 「ラヴィン・プルーフ」                                           | ウォーレン                                                                                             | ウェイク                                   | 4:12 |
| 14. | 「ジャスト・ウォーク・アウェイ」(国際版ボーナストラック)         | アルバート・ハモンド、マーティ・シャローン                                                             | スティーヴ・リンゼイ、ウンベルト・ガティカ | 4:58 |
| 15. | 「ラヴ・ストーリーズ」                                           | フォスター、アーサー・ギャノヴ                                                                         | フォスター                                 | 3:25 |
| 16. | 「トゥ・ラヴ・ユー・モア」(1995年日本版限定ボーナストラック)     | フォスター、ジュニア・マイルズ                                                                         | フォスター                                 | 5:28 |

## 発売日
| 地域           | 日付           | レーベル                                      | 規格   | 品番        |
| -------------- | -------------- | --------------------------------------------- | ------ | ----------- |
| アメリカ       | 1993年11月9日  | エピック、550                                 | CD     | 57555       |
| カナダ         | 1993年11月9日  | ソニー・ミュージック、コロムビア              | CD     | 57555       |
| 日本           | 1993年12月2日  | ソニー・ミュージック・ジャパン、エピック、550 | CD     | ESCA-5893   |
| イギリス       | 1994年2月21日  | ソニー・ミュージック、エピック、550           | CD     | 4747432     |
| オーストラリア | 1994年3月7日   | ソニー・ミュージック、エピック、550           | CD     | 4747432     |
| フランス       | 1994年6月10日  | ソニー・ミュージック、コロムビア              | CD     | 4747432     |
| 日本           | 1995年10月21日 | ソニー・ミュージック・ジャパン、エピック、550 | CD     | ESCA-6340   |
| ヨーロッパ     | 2008年9月12日  | ソニー・ミュージック、コロムビア              | CD/DVD | 88697374522 |
| オーストラリア | 2008年10月27日 | ソニー・ミュージック、エピック、550           | CD/DVD | 88697374522 |